# Rush – Alles für den Sieg
Rush – Alles für den Sieg (Originaltitel Rush) ist eine britisch-deutsche Filmbiografie, die die (dramaturgisch übertriebene) Rivalität der Formel-1-Rennfahrer James Hunt und Niki Lauda zum Thema hat. Regie führte der Oscar-Preisträger Ron Howard. Die Hauptrollen spielen Chris Hemsworth als James Hunt, Daniel Brühl als Niki Lauda sowie Olivia Wilde und Alexandra Maria Lara als deren Partnerinnen. Weltpremiere hatte der Film am 2. September 2013 in London. Kinostart in Deutschland und in Österreich war am 3. Oktober 2013, im deutschsprachigen Teil der Schweiz am 10. Oktober 2013.

## Inhalt
Der Plot stellt das Verhältnis von Niki Lauda und James Hunt dar. Dabei treten beide abwechselnd als Ich-Erzähler auf. Lauda betrachtet die Ereignisse distanziert aus der heutigen Gegenwart, während Hunt die Sicht eines Erzählers direkt in der filmischen Gegenwart einnimmt.
Lauda und Hunt begegnen einander erstmals 1970 bei einem Formel-3-Rennen auf dem Crystal Palace Circuit. Früh werden die höchst unterschiedlichen Charakterzüge der beiden Fahrer deutlich: Hunt ist ein Lebemann mit Playboy-Attitüde, Lauda hingegen ein technikbegabter Perfektionist. Als Lauda später auf eigene Kosten in die Formel 1 wechselt, beschließt auch der Rennstallbesitzer Lord Alexander Hesketh, mit Hunt als Fahrer in der Königsklasse anzutreten. Während Lauda mit viel Ehrgeiz und technischem Sachverstand in das Topteam Scuderia Ferrari aufsteigt und mit diesem 1975 Weltmeister wird, muss der eher disziplinlose Hunt vom Cockpit des technisch unterlegenen Hesketh-Autos machtlos zusehen. Nach der finanziellen Pleite von Hesketh steht Hunt sogar ohne Vertrag für die Formel-1-Saison 1976 da. Er reagiert depressiv und verfällt dem Alkohol, was zum Scheitern seiner Ehe führt. Seine Ehefrau Suzy Miller wendet sich Richard Burton zu. 
Die Wende kommt für Hunt, als er nach der kurzfristigen Absage des Piloten Emerson Fittipaldi ein Cockpit bei McLaren Racing übernimmt und damit plötzlich realistische Chancen hat, um die Formel-1-Weltmeisterschaft 1976 mitzufahren. Die dramatischen Ereignisse dieser Saison bilden den Kern der Handlung von Rush – Alles für den Sieg. Titelverteidiger Lauda gewinnt die ersten Rennen souverän. Hunt wird nach seinem ersten Saisonsieg aufgrund eines Hinweises von Lauda an die Marshals wegen einer geringfügigen Überschreitung der zulässigen Fahrzeugbreite disqualifiziert. Die daraufhin notwendigen Änderungen am McLaren werfen Hunt weiter zurück. Später erst wird die Disqualifikation aufgehoben und Hunt erhält die Punkte für den Sieg zurück.
Während der Saison heiratet Lauda seine Verlobte Marlene und bekommt erste Zweifel an der Sinnhaftigkeit des Rennfahrerdaseins. Vor dem Großen Preis von Deutschland auf der Nordschleife des Nürburgrings argumentiert Lauda in einer Fahrerbesprechung für einen Boykott des Rennens aus Sicherheitsgründen. Mit Hinweis auf den dann fast sicher feststehenden Weltmeistertitel für den im Fahrerfeld eher unbeliebten Lauda kann Hunt jedoch den Start durchsetzen. Im Rennen kommt es dann zur Katastrophe, als Lauda einen schweren Unfall erleidet, der zum Rennabbruch führt. Trotz lebensgefährlicher Verletzungen versäumt Lauda lediglich zwei Rennen und greift ab dem Großen Preis von Italien wieder in die Weltmeisterschaft ein. Er fährt von nun an weniger risikoreich und wird Vierter, während Hunt ausscheidet.
Beim letzten Rennen in Fuji, das bei starkem Regen und einbrechender Dunkelheit stattfindet, gibt Lauda aus Sicherheitsgründen in der zweiten Runde auf. Hunt muss nun mindestens Dritter werden, um die Weltmeisterschaft noch zu gewinnen. Er kämpft jedoch mit technischen Problemen und fährt die meiste Zeit des Rennens auf den hinteren Rängen. Nach einem letzten Reifenwechsel startet Hunt eine dramatische Aufholjagd und wird zunächst als Fünfter gewertet. Er entschuldigt sich bei seinem Teamchef Teddy Mayer, der Hunt jedoch aufklärt, dass die Anzeigetafel fehlerhaft sei und er tatsächlich Dritter geworden ist. Dadurch wird Hunt mit einem Vorsprung von lediglich einem Punkt Weltmeister vor Lauda.
Nachdem Hunt bewiesen hat, dass er Lauda schlagen kann, wendet er sich wieder verstärkt seinem Playboy-Leben zu und kann nicht mehr an die Erfolge des Jahres 1976 anknüpfen. Lauda hingegen wird nach seiner Genesung im Folgejahr erneut Weltmeister. Zu dieser Zeit wendet sich Lauda der Fliegerei zu, die er für sicherer als die Formel 1 hält, und die er in den Jahren der Unterbrechung seiner Rennfahrerkarriere (1979 bis 1981) als Hauptberuf ausübt.
Nach Laudas Unfall wird im Film mehrmals thematisiert, dass die Fahrer einander inzwischen mit wachsendem Respekt begegnen. In seinem abschließenden Monolog erklärt Lauda, die Tatsache, dass Hunt mit nur 45 Jahren an einem Herzinfarkt starb, habe ihn, Lauda, keineswegs verwundert, nur traurig gemacht (der Monolog wird von Daniel Brühl als Niki Lauda gesprochen).

## Hintergrund
Trotz größtenteils realistischer Darstellung handelt es sich bei Rush nicht um eine Dokumentation, sondern um einen Spielfilm. Nach Aussage des Regisseurs ist der Film „Fiktion, die von realen Ereignissen inspiriert wurde“. Der Drehbuchautor Peter Morgan bestätigte in einem Interview, dass vieles aus dramaturgischen Gründen zugespitzt worden sei.
Der Film enthält zahlreiche Details, die in motorsporthistorischer Hinsicht nicht korrekt sind: Zeitliche Zusammenhänge werden auseinandergerissen oder komprimiert, einige der gezeigten Rennwagen entsprechen nicht dem historischen Umfeld, und in einzelnen Szenen werden Personen vertauscht. Beispielsweise trat Hesketh erst 1972 in der Formel 3 an und nicht bereits 1970, wie im Film gezeigt. Niki Lauda fuhr bereits 1972 für March in der Formel 1 und nicht erst 1973 mit B.R.M. Der im Film gezeigte Hesketh 308 als Einstieg für Hunt in die Formel 1 ist nicht korrekt, Hesketh stieg 1973 mit einem privat eingesetzten March in die Formel 1 ein, das gezeigte Fahrzeug wurde erst ab Mitte 1974 von Hesketh eingesetzt. Die Sponsoren auf Helmen und Overalls der Fahrer entsprechen jedoch der Realität, dies wird besonders beim Blick auf Niki Laudas Ferrari sowie auf seinen Helm deutlich, ist jedoch auch gut bei James Hunts Helm und seinem McLaren erkennbar. 
Auch wird der tragische Unfall des Fahrerkollegen François Cevert in Watkins Glen 1973 komplett falsch dargestellt. Dieser passierte nicht während des Qualifying, sondern im Training. Außerdem zeigt die nachgestellte Szene mit dem unter der Leitplanke verkeilten Autowrack auch nicht dessen Unfall, sondern die Situation nach dem tödlichen Rennunfall von Helmuth Koinigg, ebenfalls in Watkins Glen, allerdings ein Jahr später, 1974. 
Der Film impliziert zu Beginn ein Verhältnis zwischen Hunt und Lauda, das abgesehen von sportlicher Rivalität auch von Missgunst und Geringschätzung geprägt ist. In Wirklichkeit waren die beiden Piloten ungeachtet der sportlichen Konkurrenzsituation im Jahr 1976 eng miteinander befreundet. Lauda erklärte später: „Wir haben dafür gesorgt, dass unsere persönliche Freundschaft nie unserer professionellen Beziehung in die Quere kam“. Lauda betonte stets, dass Hunt der Einzige gewesen sei, von dem er es akzeptierte, geschlagen zu werden, „denn ich mochte den Knaben“.
In der Formel-1-Saison 1976 fuhr James Hunt einen McLaren M23 und Niki Lauda einen Ferrari 312T. Im Film werden überwiegend nicht die Originalrennwagen der 1970er-Jahre eingesetzt. Die Produzenten nutzten eine Kopie des McLaren, die 2012 von WDK Motorsport hergestellt wurde. Als Antrieb dient ein 2,0 Liter großer Vierzylindermotor von Vauxhall. Daneben erscheinen drei Nachbauten des Ferrari, die auf Chassis der Formel Renault beruhen und von Rob Austin Racing aufgebaut wurden. Soweit Originalfahrzeuge gezeigt werden, dienen sie allein der Dekoration; die Produktion verzichtete aus Kostengründen darauf, Originalfahrzeuge im Renneinsatz zu zeigen.
Als Niki Lauda im Krankenhaus in Mannheim liegt, sieht man in seinem Zimmer einen Fernseher mit der Live-Übertragung des Grand Prix von Holland. Das ist die einzige „echte“ Rennszene des Films. Sie wird von Heinz Prüller kommentiert.

## Produktion
Der Film wurde in Großbritannien und Deutschland, unter anderem am Originalschauplatz Nürburgring, gedreht. Das Rennen auf dem nicht mehr existenten Crystal Palace Circuit wurde in Cadwell Park nachgestellt, bei genauer Betrachtung sind charakteristische Streckenabschnitte im Hintergrund zu erkennen. Die Szenen, die am Autodromo Nazionale Monza spielen, wurden dagegen im britischen Brands Hatch aufgenommen. Das Regenrennen von Fuji schließlich wurde in Snetterton nachgestellt. In einigen Szenen wie der Unfallszene auf dem Nürburgring wurde der Lauda-Darsteller Daniel Brühl von dem italienischen Rennfahrer und Stuntman Mauro Pane gedoubelt. Pane verunglückte im Februar 2014 mit einem Privat-Pkw tödlich.
Gefördert wurde der Film von der Film- und Medienstiftung NRW und der MFG Filmförderung Baden-Württemberg. Deutsche Koproduzenten waren Egoli Tossell Film und action concept.
Für die Produktion stand ein Budget in Höhe von 38 Millionen US-Dollar zur Verfügung. Das weltweite Einspielergebnis bezifferte sich auf über 90 Millionen US-Dollar.

## Synchronisation
| Rolle                  | Darsteller           | Synchronsprecher     |
| ---------------------- | -------------------- | -------------------- |
| James Hunt             | Chris Hemsworth      | Tommy Morgenstern    |
| Niki Lauda             | Daniel Brühl         | Daniel Brühl         |
| Suzy Miller            | Olivia Wilde         | Natascha Geisler     |
| Marlene Lauda          | Alexandra Maria Lara | Alexandra Maria Lara |
| Alastair Caldwell      | Stephen Mangan       | Viktor Neumann       |
| Clay Regazzoni         | Pierfrancesco Favino | Nico Mamone          |
| Doc Postlethwaite      | Jamie de Courcey     | Bastian Sierich      |
| John Hogan             | Patrick Baladi       | Matthias Rimpler     |
| Krankenschwester Gemma | Natalie Dormer       | Rubina Kuraoka       |
| Lord Hesketh           | Christian McKay      | Marcus Off           |
| Louis Stanley          | David Calder         | Reinhard Kuhnert     |
| Peter Hunt             | Geoffrey Streatfield | Bernd Vollbrecht     |
| Stirling Moss          | Alistair Petrie      | Peter Flechtner      |
| Teddy Mayer            | Colin Stinton        | Oliver Stritzel      |

## Rezeption

### Kritiken
„Regisseur Ron Howard liefert nach dem eher schwächeren Dickste Freunde eine beachtliche Leistung ab. Rush – Alles für den Sieg ist ein exzellent besetztes, adrenalingeladenes und bewegendes Stück Kino. Ein Film wie ein Raketenstart; schnell, laut, heiß und hochexplosiv – selbst für Nicht-Formel 1-Liebhaber.“

„Daniel Brühl liefert in dem Formel-1-Drama in seiner Rolle als Niki Lauda eine darstellerische Leistung ab, die ihresgleichen sucht. Leider verblassen dadurch jedoch seine Kollegen neben ihm doch merklich. Dem gelungenen Kinoerlebnis tut dies aber keinen Abbruch.“

### Auszeichnungen
Golden Globe Awards 2014
- Nominierung in der Kategorie Bester Film – Drama
- Nominierung in der Kategorie Bester Nebendarsteller für Daniel Brühl

British Academy Film Awards 2014
- Nominierung in der Kategorie Bester britischer Film
- Nominierung in der Kategorie Bester Nebendarsteller für Daniel Brühl
- Nominierung in der Kategorie Bester Ton
- Auszeichnung in der Kategorie Bester Schnitt

AACTA International Awards 2014
- Nominierung in der Kategorie Bester Film

Critics’ Choice Movie Awards 2014
- Nominierung in der Kategorie Bester Nebendarsteller für Daniel Brühl
- Nominierung in der Kategorie Bester Schnitt für Daniel P. Hanley & Mike Hill
- Nominierung in der Kategorie Bestes Make-up
- Nominierung in der Kategorie Bester Actionfilm

Screen Actors Guild Awards 2014
- Nominierung in der Kategorie Bester Nebendarsteller für Daniel Brühl
- Nominierung in der Kategorie Bestes Stuntensemble in einem Film

Satellite Awards 2013
- Nominierung in der Kategorie Beste Regie
- Nominierung in der Kategorie Beste Kamera
- Nominierung in der Kategorie Beste Visuelle Effekte
- Nominierung in der Kategorie Bestes Szenenbild
- Nominierung in der Kategorie Bester Filmschnitt
- Nominierung in der Kategorie Bester Tonschnitt
- Nominierung in der Kategorie Bestes Kostümdesign